# Dannemann Moods
Moods ist eine Zigarillomarke des deutsch-brasilianischen Zigarrenproduzenten Dannemann. Weltweit ist die Marke Moods in über 60 Ländern erhältlich. Dannemann verkauft jährlich über 100 Millionen Packungen. In Deutschland ist die Marke mit einem Anteil von über 50 % Marktführer.
Die Zigarillos sind in Packungsvarianten ohne und mit Filter zu je 20, 12, 10 oder 5 Stück erhältlich. Die Panatella gibt es zu je 4 Stück oder einzeln zu kaufen. Diese sind jeweils in Metallhülsen (Tubos) verpackt.
Die Gesundheitsgefahren des Rauchens sind die gleichen wie bei anderen Tabakprodukten.
Dannemann hat das MOODS-Markenportfolio in den zurückliegenden Jahren stetig ausgebaut:
- 1994 Einführung MOODS (aromatisiertes Cigarillo ohne Filter)
- 1996 Einführung MOODS FILTER (aromatisiertes Cigarillo mit Filter)
- 1998 Einführung MOODS PANATELLA (bis 2016: MOODS TUBOS)
- 2002 Einführung MOODS GOLD FILTER (bis 2016: MOODS Golden Taste)
- 2008 Einführung MOODS DOUBLE FILTER (bis 2016: MINI MOODS)
- 2010 Einführung MOODS SILVER FILTER (bis 2016: MOODS Silver)
- 2014 Einführung MOODS SUNSHINE FILTER (bis 2016: MOODS Sweet)
- 2020 Einführung MOODS LONG FILTER[1]